# Pergalumna sura
Pergalumna sura är en kvalsterart som beskrevs av P. Balogh 1997. Pergalumna sura ingår i släktet Pergalumna och familjen Galumnidae. Inga underarter finns listade i Catalogue of Life.